# Callynthrophora
Callynthrophora är ett släkte av tvåvingar. Callynthrophora ingår i familjen svävflugor.
Kladogram enligt Catalogue of Life:
| Callynthrophora | \| \| Callynthrophora capensis \| \| \| \| \| \| Callynthrophora hastaticornis \| \| \| \| \| \| Callynthrophora marginifrons \| \| \| \| |
|                 | \| \| Callynthrophora capensis \| \| \| \| \| \| Callynthrophora hastaticornis \| \| \| \| \| \| Callynthrophora marginifrons \| \| \| \| |
|                 | Callynthrophora capensis |
|                 | |
|                 | Callynthrophora hastaticornis |
|                 | |
|                 | Callynthrophora marginifrons |
|                 | |